# Amico e Amelio
Amico e Amelio (... – Mortara, 773) sono stati due paladini, venerati come martiri dalla Chiesa cattolica.

## Biografia
Amico e Amelio furono due nobili paladini, confidenti del re Carlo Magno. Appartengono al periodo carolingio, anche se nella loro vicenda si riscontrano elementi più tipici del ciclo bretone di avventura che del ciclo guerriero di Carlo Magno.
Al tempo di Pipino III nacquero due bambini straordinariamente simili, l'uno figlio di un conte, l'altro di un soldato. Si incontrarono a Lucca e, dopo aver stretto una profonda amicizia, si recarono al Laterano per ricevere il battesimo dal papa, che al figlio del conte impose il nome di Amelio, mentre al figlio del soldato il nome di Amico. In ricordo del battesimo, ebbero in dono dal papa una coppa di legno, ornata d'oro e di pietre preziose. Si separarono e fecero quindi ritorno in patria.
Amico, dopo la morte del padre, lasciò la patria con l'intenzione di raggiungere Amelio. Quando arrivò presso la sua dimora non lo trovò, in quanto Amelio si era messo in viaggio per raggiungerlo. Amico proseguì affranto il suo viaggio e arrivò a Roma dove, malato di lebbra, fu accolto da Papa Costantino. Dopo tre anni decise di ricercare Amelio, con cui finalmente si ricongiunse.
A seguito della minaccia dei Longobardi, nel 773 Carlo Magno mise in fuga il re Desiderio fino a Mortara. Amelio e Amico, i quali, benché soldati, esercitavano le virtù cristiane e conducevano vita di penitenza, morirono in quella battaglia. L'imperatore decise di onorare i due martiri, facendo costruire due chiese sul luogo della battaglia: Amelio fu sepolto in un'urna, collocata nella chiesa di San Pietro, Amico nella chiesa di Sant'Eusebio (oggi Sant'Albino). La leggenda narra che i due corpi furono però ritrovati uniti, in quanto l'amicizia tra i due era stata talmente sincera da renderli inseparabili anche nella morte.
Agli inizi del Novecento, sotto l'altare dell'Abbazia di Sant'Albino, vennero rinvenuti due loculi contenenti ossa umane che dovrebbero appartenere ai due martiri. Le ossa furono nuovamente murate e riportate alla luce durante i restauri del 1999; dopo l'esame al carbonio-14, eseguito dall'Università degli Studi di Pavia, le ossa sono state datate intorno all'anno Mille e e sono oggi riposte in un'urna, custodita nella chiesa stessa.

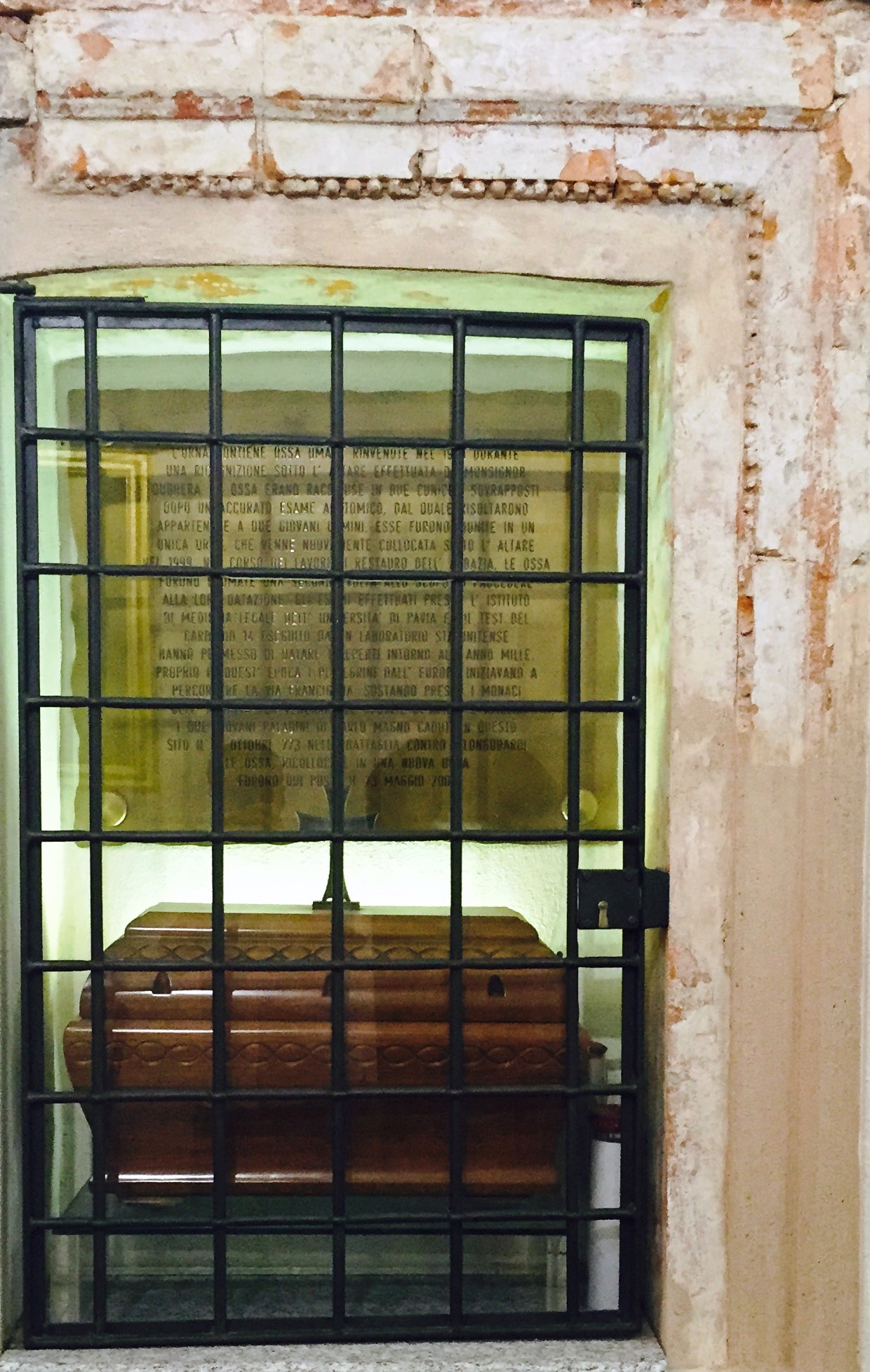
L'urna contenente le ossa